# August Laß (Parteifunktionär)
August Martin Laß, auch Helmuth Laß (* 21. Oktober 1903 in Berlin; † 18. November 2001 ebenda) war ein deutscher Parteifunktionär der KPD. Er leitete den kommunistischen Jugendverband in Berlin-Brandenburg und war Politischer Leiter der Partei in Danzig. Nach seiner Verhaftung im November 1933 wurde er zum V-Mann und verriet Funktionäre der illegalen KPD an die Gestapo.

## Leben
Der Sohn eines Schmieds erlernte den Beruf eines Mechanikers. Er wurde 1920 Mitglied des Deutschen Metallarbeiterverbandes und der Kommunistischen Jugend Deutschlands (später: KJVD). Im Februar 1923 schloss er sich der KPD an. Mitte der 1920er-Jahre wurde er Funktionär des KJVD im Bezirk Berlin-Brandenburg. Als Delegierter nahm er 1925 am X. Parteitag der KPD in Berlin teil und heiratete Wilhelmine Pauly.
Laß wurde Redakteur der Roten Fahne bzw. bei der Presse der KPD in Danzig. In der Partei war er unter dem Namen „Helmuth“ bekannt. Im Mai 1933 übernahm er die politische Leitung der inzwischen illegalen KPD in Danzig. Er sollte gemeinsam mit dem neuen KPD-Bezirksleiter von Ostpreußen, Walter Kölliker, eine neue Organisation aufbauen. Laß sollte nach Berlin reisen, um mit der Leitung der Partei Kontakt aufzunehmen. Er wurde am 4. November 1933 durch ein Gestapo-Kommando aus Königsberg in Danzig verhaftet und nach Ostpreußen, zunächst nach Marienburg und dann nach Königsberg verbracht. Laß hatte ein Empfehlungsschreiben Köllikers an den Leiter der illegalen zentralen Abteilung Land des ZK der KPD, Rudolf Reutter, bei sich. Im Zuge der Verhöre erklärte er sich bereit, als Lockspitzel in Berlin zu wirken.
Am 18. November reiste Laß mit zwei Beamten der Gestapo und zwei Mitarbeitern der SA-Nachrichtenabteilung, darunter Werner Kraus, nach Berlin und nahm Kontakt zu führenden KPD-Funktionären auf. Die Gestapo obervierte die Treffen und nahm 22 illegale Funktionäre fest. Zu den Verhafteten gehörten Rudolf Reutter, der Reichspionierleiter des KJVD, Hans Lübeck, den Kölliker nach Berlin geschickt hatte, um vor Laß zu warnen, der Hauptkassierer des KJVD, Ulrich Brurein, und der Politische Leiter der Bezirksleitung Berlin-Brandenburg, Lambert Horn. Ferner wurden Schriftmaterial und Kassenabrechnungen beschlagnahmt und die im Aufbau begriffene KPD-Organisation in Ostpreußen zerschlagen. Laß soll die Gestapo auch auf die Bedeutung des bereits inhaftierten Alfred Kattners innerhalb der KPD aufmerksam gemacht haben. Laß verursachte 170 Festnahmen und lieferte durch seine Informationen der Gestapo fast die gesamte KPD-Organisation in Ostpreußen aus.
Für seinen Verrat war Laß von der Gestapo Straffreiheit und eine Stelle in Königsberg versprochen worden. Er versuchte, seine Frau Wilhelmine davon zu überzeugen, ihre Tätigkeit für die KPD aufzugeben. Diese übergab seine Briefe jedoch an Herbert Wehner, der zu dieser Zeit die Leitung der KPD in Berlin-Brandenburg innehatte. Auszüge wurden in illegalen KPD-Zeitungen veröffentlicht. Wehner berichtete in seinen Erinnerungen: „Laß hatte seiner Frau in einem Brief erklärt, daß er vor der Wahl gestanden habe, zu sterben, oder diese Rolle zu übernehmen. Er habe sich zum zweiten entschlossen, weil das Sterben schwer sei, besonders für eine verlorene Sache.“ Wilhelmine Laß emigrierte im Dezember 1933 nach Moskau. Die KPD warnte im Februar 1934 in ihrer Zeitschrift Rundschau vor Laß als Verräter. Die Scheidung erfolgte 1935.
Zum 25. April 1934 trat Laß in die SS ein. Er arbeitete zunächst als Mechaniker bei den Königsberger Werken und Straßenbahnen. Ab Februar 1936 arbeitete er für den SD-Oberabschnitt Nordost („marxistische Organisationen“). Während des Zweiten Weltkriegs war er von 1939 bis 1943 Gefolgschaftsmitglied bei der Wehrmacht und anschließend Navigationstruppführer bei der Fliegerhorstkompanie in Neuhausen. Er wurde im April 1945 von der Roten Armee bei Königsberg gefangen genommen. Anfang 1949 wurde er aus der Kriegsgefangenschaft entlassen. Er arbeitete in West-Berlin wieder als Mechaniker.